# Active Duty (studio)
Active Duty -  nazwa zbiorcza amerykańskich, niezależnych wytwórni filmów pornograficznych, założonych przez Dennisa Ashe'a w Karolinie Północnej. Dink Flamingo był pseudonimem producenta i reżysera tych filmów; od czasu, gdy Active Duty zostało przejęte w 2014 roku przez firmę Gamma Entertainment z Montrealu, Dink Flamingo to znak towarowy, który nie odnosi się już do konkretnej osoby.

## Kontrowersje
27 stycznia 2006 roku Fort Bragg ogłosił, że niektórzy z mężczyzn zaangażowanych w działalność wytwórni pochodzili z 82. Dywizji Powietrznodesantowej.
24 lutego 2006 roku Fort Bragg wydał oświadczenie prasowe, w którym poinformował, że siedmiu mężczyzn zostało oskarżonych o naruszenie Kodeksu Wojskowego Stanów Zjednoczonych za przestępstwo sodomii i uczestniczenie w aktach seksualnych na internetowej stronie pornograficznej. Wszyscy oskarżeni mężczyźni zostali zidentyfikowani przez śledczych wojskowych jako aktorzy Active Duty.
W 2009 roku Active Duty formalnie zażądało wycofania artykułu prasowego, ponieważ mógł on ujawniać rzeczywiste imię i nazwisko aktywnego członka służby wojskowej. Później potwierdzono, że wykonawca został honorowo zwolniony z wojska przed wystąpieniem w filmie Active Duty.

## Nagrody i nominacje
- 2007 Cybersocket Web Awards Best Webcam Site[9].
- 2007 GayVN Awards, nagroda za Najlepszy Film Alternatywny za "Rear Gunners 2"[10].
- 2008 Cybersocket Web Awards Best Live XXX Show[11].
- 2009 GayVN Awards Hall of Fame (Dink Flamingo)[12].
- 2009 Cybersocket Web Awards Best Original Theme Site[13].
- 2011, 2012 Cybersocket Web Awards Best Fetish Site[14]

## Dodatkowe linki
- Oficjalna strona internetowa
- Strona Active Duty w IAFD
- Strona Active Duty w AFD